# Informationsoperationer
Informationsoperationer är en beteckning på icke-traditionell krigföring där målet är att kontrollera vilken information motståndaren har tillgång till. Kallas ibland för ledningskrigföring. Den militära definitionen lyder: "Med informationsoperationer koordineras verkan på informationsarenan genom att påverka data och information i syfte att påverka motståndarens eller andra aktörers agerande, samtidigt som egen verksamhet på informationsarenan skyddas.” (Enligt Försvarsmaktens "Grundsyn InformationsOperationer, 2007, M7739-350004).
Innefattar:
- Psykologisk krigföring (Psyops)
- Elektronisk krigföring och telekrigföring
- CNO ("Cyberwar")
- OPSEC (Operationssekretess)
- Vilseledning
- Information Assurance (Informationssäkerhet)
- Fysisk Bekämpning

År 2011 kom en delvis förnyad definition "Informationsoperationer (Info Ops) utgör främst en militär funktion på operativ nivå som koordinerar informationsaktiviteter (handlingar som påverkar information eller informationssystem) och andra aktiviteter i syfte att skapa önskade effekter på vilja, förståelse och förmåga hos en motståndare eller annan aktör, samtidigt som egen verksamhet i informationsmiljön skyddas. Informationsoperationer kan även utgöra en operationstyp i sig för att uppnå specifika målsättningar, och innehåller ofta inslag av andra operationstyper, t.ex. mark-, sjö-, luft- eller specialoperationer". (Enligt Försvarsmaktens "Militärstrategisk Doktrin, 2011, M7739-354023). 
Informationsoperationer genomförs militärt med hjälp av Informationsstridskrafter som består av förband avsedda för verkan mot ledning, information och ledningssystem. Kärnan utgörs av förband för telekrig, psykologiska operationer och IT-försvar. Det är i huvudsak stående förband med hög tillgänglighet som är inriktade både mot internationella och nationella uppgifter. Dessa förband är försvarsmaktsgemensamma och utgör främst en resurs på den operativa ledningsnivån, men i vissa fall även den strategiska och taktiska. Förbanden har förmåga att verka inom ramen för informationsoperationer. (Enligt Försvarsmaktens "Militärstrategisk Doktrin, 2011, M7739-354023).